# Purpurbrustkotinga
Der Purpurbrustkotinga (Querula purpurata) ist ein neotropischer Sperlingsvogel aus der Familie der Schmuckvögel. Der Vogel wird auch Pioho genannt. Er ist der einzige Vertreter der Gattung Querula.

## Merkmale
Der 28 cm lange Purpurbrustkotinga ist ein relativ großer Schmuckvogel mit schwarzem Gefieder, langen, gerundeten Flügeln und breitem Schnabel. Das Männchen besitzt einen Kehlschild aus verlängerten purpurroten Federn.

## Vorkommen
Der Vogel bewohnt die oberen Stockwerke der Bäume tropischer oder subtropischer Regenwälder in Costa Rica, Panama und in den nördlichen Teilen Südamerikas bis nach Nord-Bolivien und zum Amazonasbecken in Brasilien.

## Verhalten
Der Vogel lebt in kleinen Familienverbänden und schließt sich, vor allem bei der Futtersuche, gemischten Trupps an. Die Nahrung besteht aus Früchten und Insekten.

## Fortpflanzung
Zur Balz finden sich mehrere Männchen zusammen und rufen laut in einer Baumkrone, wippen mit dem Schwanz und schlagen mit den Flügeln. Der purpurviolette Kehlschild wird während der Balzdarbietung aufgeplustert. In ein flaches, aus Zweigen gebautes Schalennest in den Baumwipfeln legt das Weibchen ein einziges Ei und bebrütet es alleine. Bei der Aufzucht des Jungvogels helfen auch die anderen Mitglieder des Familienverbands mit.